# 泰勒科納 (印第安納州蒙哥馬利縣)
泰勒科納（英語：Taylor Corner）是位於美國印第安納州蒙哥馬利縣的一個非建制地區。該地的面積和人口皆未知。